# Dimítrios Vúlgaris
Dimítrios Vúlgaris (en grec: Δημήτριος Βούλγαρης) (20 de desembre de 1802 - 10 de gener de 1878), fou un polític grec originari d'Hidra. Va ser vuit vegades Primer ministre de Grècia.
Va néixer el 20 de desembre 1802 a Hidra a les Illes Saròniques. Durant la Guerra d'independència de Grècia, va participar en les operacions navals contra les forces de l'Imperi otomà.
Després que la independència fos assolida, Vúlgaris va arribar a estar implicat en política com a opositor del governador Ioannis Kapodístrias.
El 1843, Vúlgaris va ser designat al recentment creat senat i el 1847, va ser ministre dels assumptes Navals.
Va ser primer ministre per primera vegada el 1855 durant la Guerra de Crimea. Va ser va triar una altra vegada, malgrat la corrupció i el frau extensos durant les eleccions. Ell mateix i tots els seus 8 governs van estar marcats per la corrupció.
Vúlgaris va estar implicat en el cop contra Otó I de Grècia l'octubre de 1862. Finalment, el 1875, Kharílaos Trikupis va publicar en un diari, el famós l'article Qui és culpable? ("Τις πταίει;"), respecte a la pèrdua de diners públics i la corrupció del govern.
Després d'una forta protesta pública, Jordi I de Grècia va destituir Vúlgaris. Les autoritats van processar molts dels seus associats en una varietat de càrrecs. Vúlgaris va caure malalt i va morir el 10 de gener de 1878.